# 1947年オーストラリア選手権 (テニス)
1947年 オーストラリア選手権（1947ねんオーストラリアせんしゅけん、1947 Australian Championships）に関する記事。オーストラリア・シドニー市内にある「ホワイトシティ・テニスクラブ」にて開催。

## 大会の流れ
- 男子シングルス・女子シングルスとも「32名」の選手による5回戦制で行われた。シード選手は男子11名、女子8名。男女とも「1回戦不戦勝」（抽選表では“Bye”と表示）はない。

## シード選手

### 男子シングルス
1. ジョン・ブロムウィッチ　（準優勝）
2. ディニー・ペイルズ　（初優勝）
3. トム・ブラウン　（ベスト4）
4. ガードナー・ムロイ　（ベスト4）
5. エイドリアン・クイスト　（ベスト8）
6. ライオネル・ブロディー　（ベスト8）
7. ビル・シッドウェル　（ベスト8）
8. コリン・ロング　（ベスト8）
9. ビル・タルバート　（2回戦）
10. ジェフ・ブラウン　（2回戦）
11. ジャック・クロフォード　（1回戦）

### 女子シングルス
1. ナンシー・ウィン・ボルトン　（優勝、2年連続4度目）
2. テルマ・コイン・ロング　（ベスト4）
3. ジョイス・フィッチ　（ベスト8）
4. サディー・ニューカム　（2回戦）
5. パトリシア・ジョーンズ　（ベスト4）
6. ネル・ホール・ホップマン　（準優勝）
7. メアリー・ベビス　（ベスト8）
8. コンスタンス・ウィルソン　（ベスト8）

## 大会経過

### 男子シングルス
準々決勝
- ディニー・ペイルズ vs.  ビル・シッドウェル　6-3, 10-8, 6-3
- トム・ブラウン vs.  エイドリアン・クイスト　8-6, 6-4, 5-7, 6-2
- ジョン・ブロムウィッチ vs.  コリン・ロング　6-2, 7-5, 4-6, 6-0
- ガードナー・ムロイ vs.  ライオネル・ブロディー　6-2, 6-8, 6-2, 5-7, 6-1

準決勝
- ディニー・ペイルズ vs.  トム・ブラウン　6-2, 6-4, 6-1
- ジョン・ブロムウィッチ vs.  ガードナー・ムロイ　6-2, 6-4, 1-6, 6-4

### 女子シングルス
準々決勝
- ナンシー・ウィン・ボルトン vs.  メアリー・ベビス　6-3, 6-1
- パトリシア・ジョーンズ vs.  マリー・トゥーミー　7-5, 2-6, 7-5
- テルマ・コイン・ロング vs.  コンスタンス・ウィルソン　6-2, 6-4
- ネル・ホール・ホップマン vs.  ジョイス・フィッチ　6-2, 2-6, 6-0

準決勝
- ナンシー・ウィン・ボルトン vs.  パトリシア・ジョーンズ　6-2, 6-1
- ネル・ホール・ホップマン vs.  テルマ・コイン・ロング　6-4, 6-1

## 決勝戦の結果
- 男子シングルス： ディニー・ペイルズ vs.  ジョン・ブロムウィッチ　4-6, 6-4, 3-6, 7-5, 8-6
- 女子シングルス： ナンシー・ウィン・ボルトン vs.  ネル・ホール・ホップマン　6-3, 6-2
- 男子ダブルス： エイドリアン・クイスト＆ ジョン・ブロムウィッチ vs.  フランク・セッジマン＆ ジョージ・ワーシントン　6-1, 6-3, 6-1
- 女子ダブルス： ナンシー・ウィン・ボルトン＆ テルマ・コイン・ロング vs.  メアリー・ベビス＆ ジョイス・フィッチ　6-3, 6-3
- 混合ダブルス： コリン・ロング＆ ナンシー・ウィン・ボルトン vs.  ジョン・ブロムウィッチ＆ ジョイス・フィッチ　6-3, 6-3